# Last Desire
Last Desire je drugi album heavy metal in power metal skupine Mastercastle, izdan junij 2010. Album je doživel velik uspeh.

## Seznam pesmi
1. »Event Horizon« - 04:08
2. »Misr« - 04:55
3. »Wild Spell« - 05:01
4. »Last Desire« - 03:59
5. »Away« - 04:07
6. »Space Trip« - 04:53
7. »Jade Star« - 04:40
8. »Great Heaven's Climg« - 05:24
9. »Cat-house« - 04:54
10. »Toxie Radd« - 04:49
11. »La Serenissima« - 03:15
12. »Scarlett« - 04:31

## Zasedba
- Giorgia Gueglio -vokal
- Pier Gonella – kitara
- Steve Vawamas - bas kitara
- Alessandro Bissa – bobni